# Jakość oprogramowania
Jakość oprogramowania (ang. software quality) – ogół cech produktu programowego, które wpływają na zdolności spełniania przez niego określonych wymagań, m.in. elastyczność, funkcjonalność, integralność, niezawodność, efektywność, użyteczność, wydajność.